# XM800

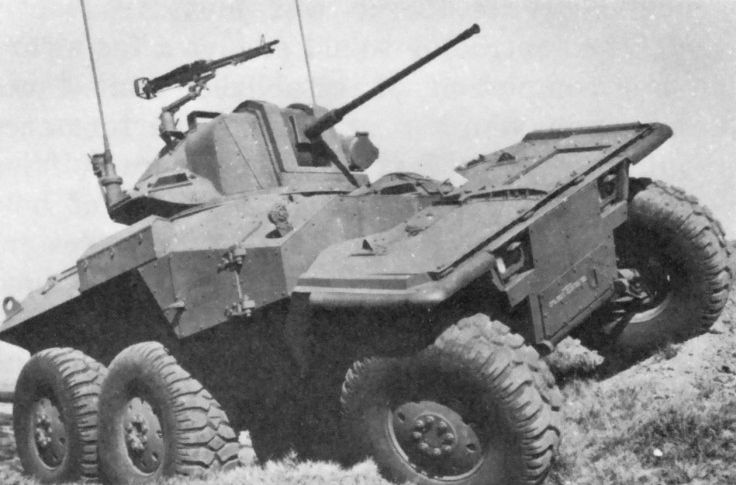
XM800W з новою баштою

XM800 Armored Reconnaissance Scout Vehicle (Броньований розвідувальний автомобіль XM800) або ARSV — був розроблений для американської армії в 1970—х роках. Він був частиною серії бронетранспортерів з поліпшеними бойовими можливостями, які були розроблені для заміни існуючих бронетранспортерів американської армії М113 і М114. Програма MICV-65 концентрувалася на перевезенні військ, проте потреба у розвідувальній машині привела до появи XM800. Жоден з автомобілів програми MICV—65 так і не був випущений серійно, але цінний досвід, отриманий в ході розробки, був використаний у створенні M2 Bradley.
На конкурс були представлені дві різні конструкції броньованого автомобіля під маркою XM800 —незвичайний зчленований колісний бронеавтомобіль XM800W фірми «Локгід» (6×6) і гусеничний варіант XM800T фірми FMC. Обидві моделі спочатку озброювалися 20 мм автоматичною гарматою Hispano-Suiza HS.820, M139, а також кулеметом M60 на шкворневій установці. Гармата M139 була обрана для всіх проектів MICV. XM800W був пізніше оснащений новою баштою, під ту ж гармату M139, але з верхнім люком, який використовували як щиток від вогню у відкритому положенні.